# HMS Unseen (P51)
L'HMS Unseen (nº de gallardet: P51) va ser un submarí de classe U (tercer grup) construït per  Vickers-Armstrong a Barrow-in-Furness per la Royal Navy.

## Carrera
L'Unseen va passar la major part de la seva carrera durant la guerra al Mediterrani, on va enfonsar els mercants italians Zenobia Martini, Le Tre Marie i Rastello (antic Messaryas Nomikos grec), la barca auxiliar italiana Sportivo, el caçasubmarins auxiliar alemany UJ-2205 (antic Le Jacques Coeur francès), el veler italià Fabiola, el minador alemany Brandenburg (antic Kita francès), el vaixell de caça nocturna alemany Kreta (antic Ile de Beauté francès) i la barcassa alemanya F 541 . L'Unseen també  va destruir el naufragi del mercant alemany Macedònia i una de les seves barques de salvament.
L'Unseen també va realitzar atacs però sense èxit contra el mercant italià Saluzzo (l'antic francès Tamara) i un creuer italià de la classe Capitani Romani.
L'Unseen va sobreviure a la guerra, sent donat de baixa del servei actiu l'1 de novembre de 1945. Com molts altres submarins del tercer grup de la Classe U va ser desballestat a Hayle el setembre de 1949.

## Llista de comandants
En temps de guerra la nau va ser capitanejada per un total de cinc comandants:
|                                          | Comandant                                     | Des de           | Fins             |
| 1                                        | Tinent Michael Lindsay Coulton Crawford, RN   | Juny 1942        | 20 març 1944     |
| 2                                        | Tinent Richard Thomas Sallis, RN              | 20 març 1944     | 16 abril 1944    |
| 3                                        | Tinent Especial James Nehemiah McCaughan, RNR | 16 abril 1944    | 15 abril 1945    |
| 4                                        | Tinent Kenneth James Clark, RN                | 15 abril 1945    | 15 setembre 1945 |
| 5                                        | Tinent Auxiliar Ian Macfarlane Stoop, RN      | 15 setembre 1945 | 1 novembre 1945  |
| RNR: Royal Navy Reserve / RN: Royal Navy |                                               |                  |                  |